# Franz Kaspar Drobe

Bischof Franz Kaspar Drobe

Franz Kaspar Drobe (* 16. Februar 1808 in Menden (Sauerland); † 7. März 1891 in Paderborn) war von 1882 bis 1891 Bischof von Paderborn.

## Leben und Wirken
Franz Kaspar Drobe wurde 1808 als zweiter Sohn von Josef Drobe und Christine Schramme in Menden im Sauerland geboren. Sein Vater war Schneider, für die Ausbildung Franz Kaspars, der weitere sieben Geschwister hatte, war elterlicherseits kein Geld vorhanden. Nach ersten Schuljahren in Menden besuchte er das Gymnasium in Arnsberg, ab 1826 studierte er aus Geldmangel nur ein Semester Philologie an der Universität Bonn. Den weiteren Unterhalt musste sich Drobe als Privatlehrer verdienen, bis er die Priesterlaufbahn einschlug, die nach dem Studium der Theologie in Münster ihn am 9. August 1831 in Paderborn die Priesterweihe empfangen ließ. 
Zunächst wurde Drobe Kaplan in Arnsberg und ab 1840 Pfarrer in Rüthen. Auch die guten Bewertungen als Schuldechant führten 1854 zur Aufnahme in das Paderborner Domkapitel. Seine Karriere im Kapitel brachte ihm 1864 die Stellung des Offizials und 1875 die Stellung des Generalvikars. Drobe war zu der Zeit Mitglied im Domkapitel, als der erbitterte Kulturkampf zwischen dem preußischen Staat und der römisch-katholischen Kirche auch in Paderborn auf seinem Höhepunkt war. Der im Exil weilende Bischof Konrad Martin hielt nicht zuletzt zu Franz Kaspar Drobe als „heimlichen Generalvikar“ Kontakt, während der preußische Kommissar Edgar Himly die Geschäfte des Bistums führte. Ab dem 26. Februar 1881 führte er ad interim das gesamte Bistum. Mit der Beilegung des Kulturkampfes war der Weg für Drobe auf den Bischofsstuhl frei. Aber obwohl sich sowohl das Domkapitel, der Papst und sogar die preußische Regierung für den fast 80-jährigen und gehbehinderten Drobe aussprachen, schlug dieser unmissverständlich seine Wahl aus. Erst nach einer eindringlichen Aufforderung von Papst Leo XIII. lenkte Drobe ein.
In seine kurze Amtszeit fiel nicht nur der Wiederaufbau der innerkirchlichen Einrichtungen, die unter dem preußischen Kulturkampf gelitten hatten (insbesondere die Priesterausbildung), sondern auch die Integration von vor allem polnischsprachigen Katholiken in das westliche Bistum im aufstrebenden und von sozialen Umbrüchen geprägten östlichen Ruhrgebiet.
Am 7. März 1891 starb Franz Kaspar Drobe in Paderborn. Er wurde in der Bischofsgruft des Paderborner Domes beigesetzt.